# Cosmopterix teligera
Cosmopterix teligera là một loài bướm đêm thuộc họ Cosmopterigidae. Loài này có ở Hoa Kỳ (Florida, về phía nam tới Key Largo, và từ Louisiana tới tây bắc Arkansas), Brasil (Distrito Federal), Colombia, Costa Rica, Cuba, Jamaica và México (Tamaulipas).
Con trưởng thành được ghi nhận từ tháng 3 đến tháng 10 ở Hoa Kỳ. Ở Jamaica, con trưởng thành được tìm thấy vào tháng 1 và tháng 2. Có lẽ có các thế hệ chồng lấn ở xứ nhiệt đới.